# Джастіс (Західна Вірджинія)
Джастіс (англ. Justice) — переписна місцевість (CDP) в США, в окрузі Мінґо штату Західна Вірджинія. Населення — 313 особи (2020).

## Географія
Джастіс розташований за координатами 37°36′5″ пн. ш. 81°50′1″ зх. д. / 37.60139° пн. ш. 81.83361° зх. д. (37.601371, -81.833685).  За даними Бюро перепису населення США в 2010 році переписна місцевість мала площу 3,57 км², з яких 3,42 км² — суходіл та 0,15 км² — водойми.

## Демографія
Згідно з переписом 2010 року, у переписній місцевості мешкало 412 осіб у 176 домогосподарствах у складі 122 родин. Густота населення становила 115 осіб/км².  Було 196 помешкань (55/км²).
Расовий склад населення:
| - 100,0 % — білих |

До двох чи більше рас належало 0,0 %. Частка іспаномовних становила 0,2 % від усіх жителів.
За віковим діапазоном населення розподілялося таким чином: 20,4 % — особи молодші 18 років, 64,1 % — особи у віці 18—64 років, 15,5 % — особи у віці 65 років та старші. Медіана віку мешканця становила 42,8 року. На 100 осіб жіночої статі у переписній місцевості припадало 118,0 чоловіків;  на 100 жінок у віці від 18 років та старших — 110,3 чоловіків також старших 18 років.
Середній дохід на одне домашнє господарство  становив 42 437 доларів США (медіана — 28 009), а середній дохід на одну сім'ю — 54 565 доларів (медіана — 56 154). За межею бідності перебувало 14,3 % осіб, у тому числі 20,0 % дітей у віці до 18 років та 21,6 % осіб у віці 65 років та старших.
Цивільне працевлаштоване населення становило 98 осіб. Основні галузі зайнятості: сільське господарство, лісництво, риболовля — 34,7 %, транспорт — 32,7 %, роздрібна торгівля — 12,2 %, мистецтво, розваги та відпочинок — 11,2 %.